# Avtandil Koridze
Avtandil Koridze (georgià: ავთანდილ ქორიძე)  (Tbilisi, 15 d'abril de 1935 - Terjola, 12 d'abril de 1966) fou un lluitador georgià, especialista en lluita grecoromana, que va competir sota bandera soviètica durant les dècades de 1950 i 1960.
El 1960 va prendre part en els Jocs Olímpics de Roma, on guanyà la medalla d'or en la competició del pes lleuger del programa de lluita grecoromana. En el seu palmarès també destaca una medalla d'or al Campionat del món de lluita.